# NGC 6113
NGC 6113 је лентикуларна галаксија у сазвежђу Херкул која се налази на NGC листи објеката дубоког неба.
Деклинација објекта је + 14° 8' 1" а ректасцензија 16h 19m 10,6s. Привидна величина (магнитуда) објекта NGC 6113 износи 14,1 а фотографска магнитуда 15,1. NGC 6113 је још познат и под ознакама MCG 2-41-24, CGCG 80-4, PGC 57807.